# Angelo Copeta
Angelo Copeta (Brescia, 24 april 1919) is een Italiaans voormalig motorcoureur. Hij bouwde ook motorfietsen onder de merknaam Rondine Copeta.

## Racecarrière

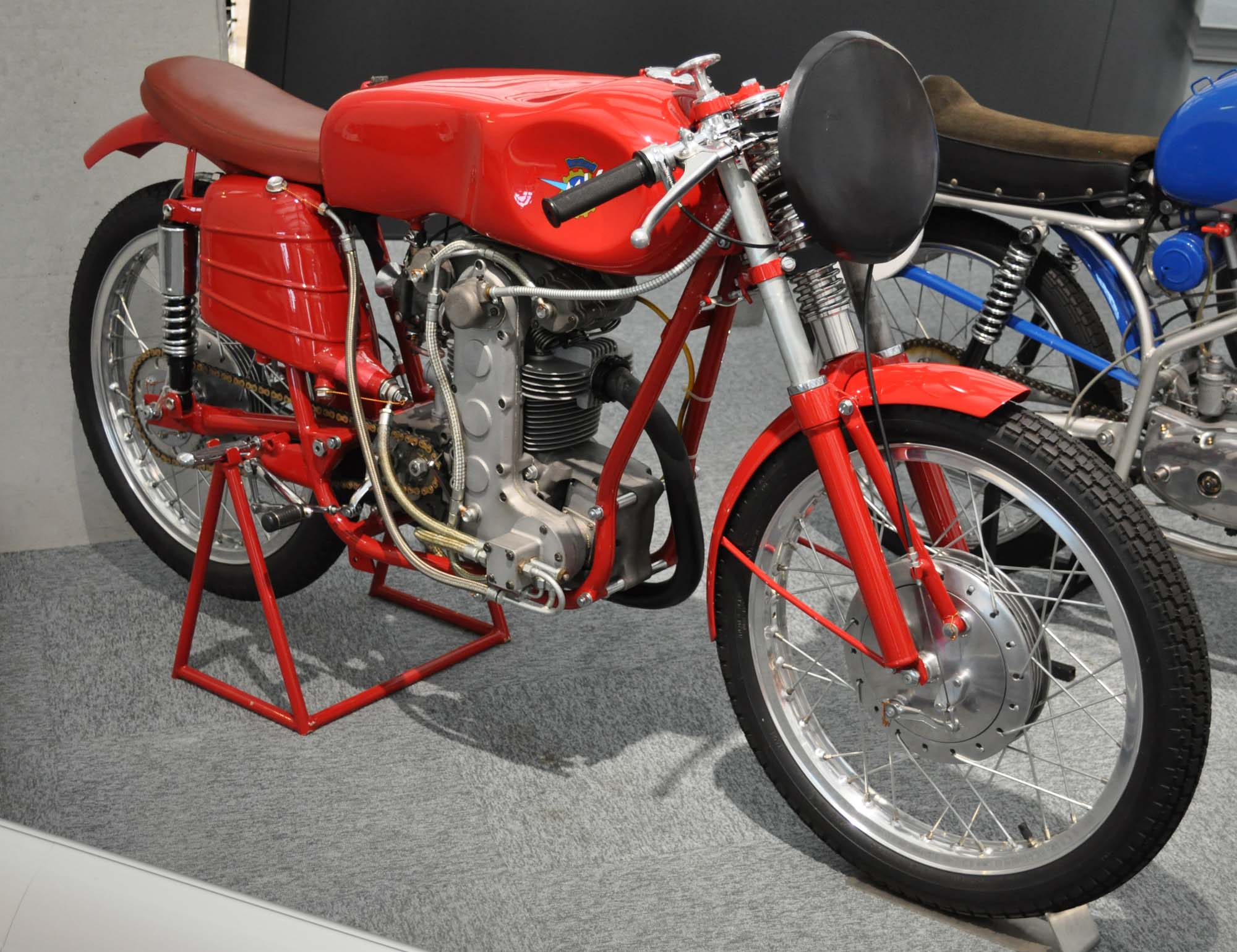
MV Agusta 125 Bialbero uit 1953

### 1952
Angelo Copeta debuteerde in het wereldkampioenschap wegrace in het seizoen 1952, uitgerekend op de 60km-lange Snaefell Mountain Course op het eiland Man. Hoewel hij het circuit nog niet kende finishte hij als vijfde. Vervolgens werd hij ook in de TT van Assen vijfde en in de Duitse GP vierde. 

### 1953
In het seizoen 1953 werd hij vierde in de TT van Man, die dat jaar het leven eisten van Copeta's teamgenoot Les Graham. MV Agusta trok haar 500cc-team terug uit het WK, maar in de 125cc-klasse bleef men meedoen. De MV Agusta-rijders moesten echter het hoofd buigen voor Werner Haas met de NSU Rennfox. Copeta scoorde drie maal een vierde plaats. Toen Werner Haas tijdens de GP van Spanje uitviel scoorde Copeta zijn enige GP-overwinning. 

### 1954
In het seizoen 1954 scoorde Copeta alleen een punt in de Ulster Grand Prix.

### 1955
In het seizoen 1955 scoorde hij vijfde plaatsen in de GP van Spanje en in de GP van Frankrijk. In zijn laatste WK-optreden, de GP des Nations, werd hij achter zijn teamgenoten Carlo Ubbiali en Remo Venturi derde. 

## Rondine Copeta
Na zijn racecarrière begon Angelo Copeta een reparatiewerkplaats voor fietsen en motorfietsen en was hij ook enige tijd dealer van Iso. In 1966 begon hij met de productie van lichte (50 cc) motorfietsjes onder de merknaam "Rondine Copeta". Dat kleine bedrijfje bleef lang bestaan: pas in 1981 werd de productie beëindigd. 

## Wereldkampioenschap wegrace resultaten
(Races in cursief geven de snelste ronde aan)
| Jaar | Klasse | Team      | Motorfiets   | 1     | 2     | 3     | 4     | 5     | 6       | 7       | 8       | 9     | Punten | Plaats | Overwinningen | Wereldkampioen                         |
| ---- | ------ | --------- | ------------ | ----- | ----- | ----- | ----- | ----- | ------- | ------- | ------- | ----- | ------ | ------ | ------------- | -------------------------------------- |
| 1952 | 125 cc | MV Agusta | 125 Bialbero |       | IOM 5 | NED 5 |       | DUI 4 | ULS -   | NAT DNF | SPA DNF |       | 7      | 7e     | 0             | Cecil Sandford, MV Agusta 125 Bialbero |
| 1953 | 125 cc | MV Agusta | 125 Bialbero | IOM 4 | NED - |       | DUI 4 |       | ULS DNF |         | NAT 4   | SPA 1 | 17     | 4e     | 1             | Werner Haas, NSU Rennfox               |
| 1954 | 125 cc | MV Agusta | 125 Bialbero |       | IOM - | ULS 6 |       | NED - | DUI -   |         | NAT DNF | SPA - | 1      | 17e    | 0             | Rupert Hollaus, NSU Rennfox (postuum)  |
| 1955 | 125 cc | MV Agusta | 125 Bialbero | SPA 5 | FRA 5 | IOM - | DUI - |       | NED -   |         | NAT 3   |       | 8      | 5e     | 0             | Carlo Ubbiali, MV Agusta 125 Bialbero  |